# Wojciech Solarewicz
Wojciech Solarewicz (ur. 6 maja 1953 w Zielonej Górze) – polski prawnik, adwokat, prokurator, poseł na Sejm X kadencji (1989–1991).

## Życiorys
Ukończył w 1976 studia na Wydziale Prawa Uniwersytetu Wrocławskiego. W latach 80. pracował m.in. jako radca prawny. W 1980 wstąpił do Niezależnego Samorządnego Związku Zawodowego „Solidarność”, w latach 1980–1981 był członkiem prezydium międzyzakładowego komitetu założycielskiego w Brzegu i Krajowej Komisji Porozumiewawczej Pracowników Prokuratury w Krakowie. W okresie 1982–1989 działał w strukturach podziemnych związku. 
W 1989 został posłem na Sejm X kadencji z ramienia Komitetu Obywatelskiego wybranego w okręgu brzeskim. Należał do Obywatelskiego Klubu Parlamentarnego, zasiadał w Komisji Sprawiedliwości w Komisji Nadzwyczajnej do zbadania działalności Ministerstwa Spraw Wewnętrznych i Komisji Nadzwyczajnej do rozpatrzenia rządowego projektu ustawy konstytucyjnej o wydawaniu przez Radę Ministrów rozporządzeń z mocą ustawy.
Od 1990 do 1997 był prokuratorem wojewódzkim we Wrocławiu. W latach 1993–1997 wchodził w skład Trybunału Stanu. Od 1997 prowadzi kancelarię adwokacką w Brzegu. Działa w samorządzie zawodowym. Wycofał się z bieżącej polityki.